# Amédée Louis Michel Lepeletier
Amédée Louis Michel Lepeletier, comte de Saint-Fargeau (psáno i Le Peletier; 9. října 1770 Paříž, Francie – 23. srpna 1845 Saint-Germain-en-Laye, Francie) byl francouzský entomolog.

## Život
Narodil se jako syn Louise-Michela Le Peletier, markýze de Saint-Fargeau (1760-1793). Během svého života se zabýval hlavně řádem Hymenoptera. Od roku 1832 byl Le Peletier archivářem Francouzské entomologické společnosti (Société entomologique de France). V roce 1833 působil jako v pořadí druhý prezident této společnosti. Jeho rozsáhlá sbírka, převážně exemplářů řádu Hymenoptera se nachází částečně v Přírodovědném muzeu v Paříži (Muséum national d'histoire naturelle) a částečně v Přírodovědném muzeu v italském Turíně (Museo Regionale di Scienze Naturali di Torino).

## Dílo
- Histoire naturelle des insectes. Hyménoptères. Roret, Paris 1836–46 p.m.
- Memoires sur le G. Gorytes Latr. Arpactus Jur. Paris 1832.
- Monographia tenthredinetarum, synonimia extricata. Levrault, Paris 1823–25.
- Mémoire sur quelques espéces nouvelles d’Insectes de la section des hyménoptères appelés les portetuyaux et sur les caractères de cette famille et des genres qui la composent. Paris 1806.
- Défense de Félix Lepeletier. Vatar, Paris 1796/97.